# Ambassade de France en Tunisie

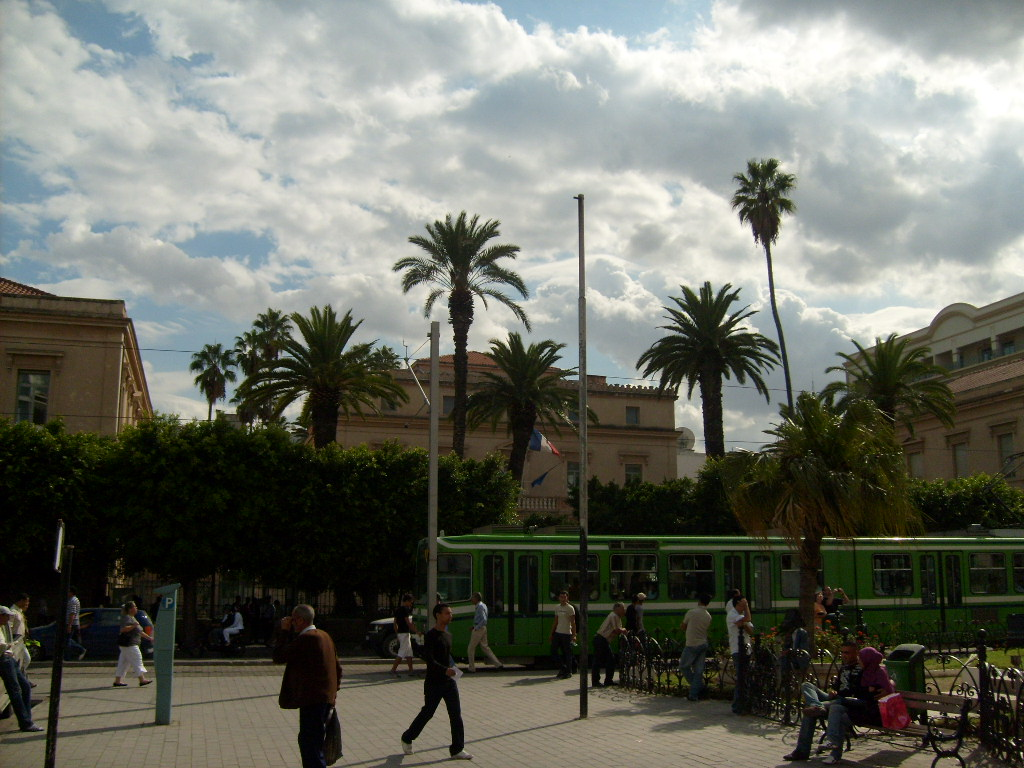
Vue de l'ambassade de France depuis la place de l'Indépendance.

L'ambassade de France en Tunisie est la représentation diplomatique de la République française auprès de la République tunisienne. Elle est située à Tunis, la capitale du pays, et son ambassadrice est, depuis 2023, Anne Gueguen.

## Ambassade

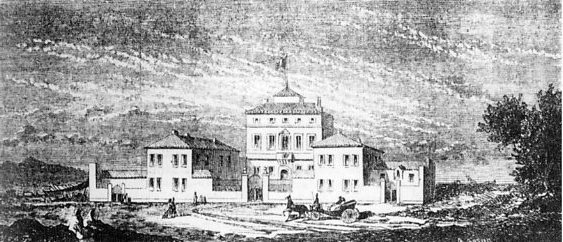
Consulat de France en 1860.

L'ambassade se situe dans les bâtiments occupés avant l'indépendance par le consulat de France puis la résidence générale. Datant de 1861, construits à l'initiative du consul Léon Roches en 1859, ils s'ouvrent sur la place de l'Indépendance, carrefour entre l'avenue Habib-Bourguiba (ancienne avenue de la Marine) et l'avenue de France, face à la cathédrale Saint-Vincent-de-Paul. Le consulat général est situé dans les mêmes locaux.

## Résidence de France
La Résidence de France est située à La Marsa, dans la banlieue nord de Tunis. Elle est construite en 1800 par un notable tunisois au cœur d'un parc de 3,5 hectares avant que Mohammed Bey l'attribue en 1857 au consul de France, Léon Roches, lequel baptise la demeure Dar El Kamila.

## Ambassadeurs de France en Tunisie
| De   | À    | Ambassadeur                       |
| ---- | ---- | --------------------------------- |
| 1956 | 1956 | Roger Seydoux de Clausonne,       |
| 1956 | 1957 | Pierre de Leusse (d)              |
| 1957 | 1959 | Georges Gorse                     |
| 1959 | 1962 | Jean-Marc Boegner                 |
| 1962 | 1970 | Jean Sauvagnargues                |
| 1970 | 1975 | Georges Gaucher (d)               |
| 1975 | 1980 | Philippe Rebeyrol (en)            |
| 1980 | 1983 | Pierre Hunt                       |
| 1983 | 1985 | Gilbert Pérol                     |
| 1985 | 1986 | Éric Rouleau                      |
| 1986 | 1989 | Jean Bressot (d)                  |
| 1989 | 1992 | Alain Grenier                     |
| 1992 | 1995 | Jean-Noël de Bouillane de Lacoste |
| 1995 | 1999 | Jacques Lanxade                   |
| 1999 | 2002 | Daniel Contenay (d)               |
| 2002 | 2005 | Yves Aubin de La Messuzière       |
| 2005 | 2009 | Serge Degallaix                   |
| 2009 | 2011 | Pierre Ménat                      |
| 2011 | 2012 | Boris Boillon                     |
| 2012 | 2016 | François Gouyette                 |
| 2016 | 2020 | Olivier Poivre d'Arvor            |
| 2020 | 2023 | André Parant                      |
| 2023 | auj. | Anne Gueguen                      |

## Relations diplomatiques
Durant le protectorat français de Tunisie, de 1881 à 1956, la France est représentée par un ministre résident de France en Tunisie jusqu'au 23 juin 1885, puis par un résident général de France en Tunisie et enfin par un haut-commissaire de France en Tunisie du 1er septembre 1955 jusqu'à l'indépendance, le 20 mars 1956.

## Consulats
Il existe cinq consulats honoraires basés à Bizerte, Sfax, Djerba, Tozeur et Kantaoui.

### Communauté française
Au 31 décembre 2016, 22 438 Français sont inscrits sur les registres consulaires en Tunisie. Ce chiffre, en augmentation constante, a doublé depuis 1985. Ils sont à 70 % établis dans le gouvernorat de Tunis et près de 70 % sont des binationaux.
| 2001   | 2002   | 2003   | 2004   |
| ------ | ------ | ------ | ------ |
| 13 694 | 15 079 | 16 210 | 15 375 |

| 2005   | 2006   | 2007   | 2008   |
| ------ | ------ | ------ | ------ |
| 15 463 | 16 421 | 15 931 | 17 980 |

| 2009   | 2010   | 2011   | 2012   |
| ------ | ------ | ------ | ------ |
| 19 010 | 19 995 | 21 552 | 22 221 |

| 2013   | 2014   | 2015   | 2016   |
| ------ | ------ | ------ | ------ |
| 23 042 | 23 279 | 21 932 | 22 438 |

### Circonscriptions électorales
Depuis la loi du 22 juillet 2013 réformant la représentation des Français établis hors de France avec la mise en place de conseils consulaires au sein des missions diplomatiques, les ressortissants français d'une circonscription recouvrant la Libye et la Tunisie élisent pour six ans cinq conseillers consulaires. Ces derniers ont trois rôles : 
1. ils sont des élus de proximité pour les Français de l'étranger ;
2. ils appartiennent à l'une des quinze circonscriptions qui élisent en leur sein les membres de l'Assemblée des Français de l'étranger ;
3. ils intègrent le collège électoral qui élit les sénateurs représentant les Français établis hors de France. Afin de respecter la représentativité démographique, un délégué consulaire est élu pour compléter ce collège électoral.

Pour l'élection à l'Assemblée des Français de l'étranger, la Tunisie appartenait jusqu'en 2014 à la circonscription électorale de Tunis, comprenant aussi la Libye, et désignant trois sièges. La Tunisie appartient désormais à la circonscription électorale « Afrique du Nord » dont le chef-lieu est Casablanca et qui désigne sept de ses 40 conseillers consulaires pour siéger parmi les 90 membres de l'Assemblée des Français de l'étranger.
Pour l'élection des députés des Français de l’étranger, la Tunisie dépend de la 9e circonscription.